# Eduard el Confessor
Eduard el Confessor (vers 1003 - 5 de gener del 1066) va ser el primer rei dels anglesos des de l'efímera restitució de la casa anglosaxona de Wessex el 1042 i fins a la seva mort. Va ser el penúltim rei saxó del regne, abans de la conquesta normanda. És venerat com a sant en algunes confessions cristianes.

## Vida en l'exili
Va néixer en 1003 a Islip (Oxfordshire), fill d'Etelred l'Indecís i d'Emma de Normandia. Tenia dos germans grans: Alfred i Godgifu, diversos germanastres per part de mare, ja que es va casar en segones núpcies amb Canut el Gran i diversos germanastres per part de pare, ja que Emma era la segona esposa que va tenir Etelred l'Indecís.
Amb el seu germà Alfred va ser enviat a Normandia durant la invasió dels danesos del 1013 on va viure a la cort del duc de Normandia, Robert I. Segons la tradició escandinava Eduard —que hauria tingut llavors 13 anys— va tornar a Anglaterra per lluitar junt al seu germanastre Edmund Ironside contra els danesos; aquesta versió, és posada en dubte per molts historiadors actuals.
Durant els anys que va viure a Normandia va estar en contacte amb Robert, abat del monestir de Jumièges, que li va inculcar una profunda fe cristiana.
Quan Canut el Gran va morir el tron el va heretar el seu fill Hardecanut i mentre ell resolia assumptes a Dinamarca, va encomanar la regència d'Anglaterra a Harold Harefoot. Emma estava vivint a Wessex i va convidar els seus fills Alfred i Eduard, segons interpreten els historiadors, per contrarestar la rellevància que estava assumint el regent. Godwin, comte de Wessex va capturar Alfred, mentre que Eduard va aconseguir escapar i va tornar a Normandia. El seu germà Alfred va ser cegat i va morir de les ferides. La seva mare, no sentint-se segura, se'n va anar a viure a Bruges.
Eduard es va guanyar la vida fent de soldat a Normandia i Escandinàvia i no va tornar a Anglaterra fins al 1041, quan va ser convidat pel seu germanastre Hardecanut, llavors rei d'Anglaterra, a tornar al seu país. L'any següent, Hardecanut va morir sense fills, i Eduard va pujar al tron, restaurant la dinastia saxona. Va ser coronat a la catedral de Winchester el 3 d'abril del 1043.

## Rei d'Anglaterra
L'exili a Normandia va influir en el regnat d'Eduard, que va concedir favors i privilegis als nobles normands, deixant de banda els saxons i danesos. Això va causar malestar entre els súbdits i Eduard, per a calmar els ànims, va casar-se amb Edit, filla de Godwin, comte de Wessex, el 1045. Aquest es va mostrar favorable al rei, d'entrada, però acabà oposant-s'hi en veure que el rei no li donava privilegis. El poder reial, no obstant això, continuava disminuint en benefici dels nobles i va haver-hi conflictes continus entre aquests i el rei. De Normandia va fer venir Robert de Jumièges, al qual va nomenar bisbe de Londres i va ser el seu principal assessor polític.

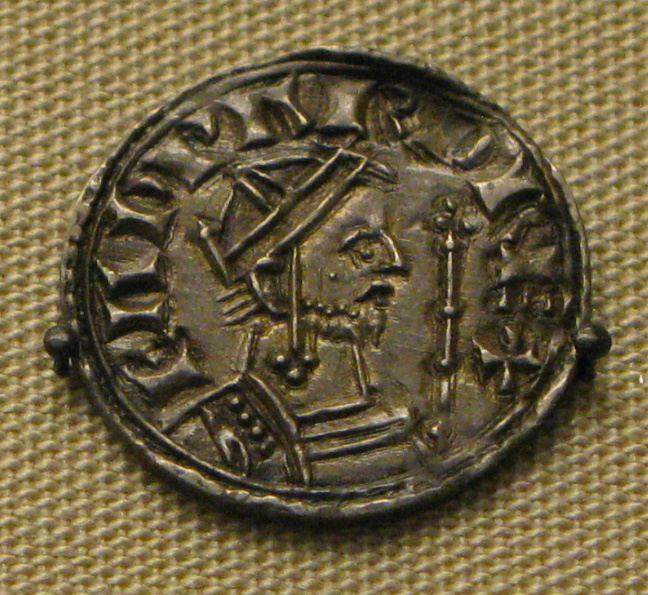
Moneda d'argent del rei Eduard el Confessor.

El rei Magne Olavsson de Noruega va entrar en disputa pel tron de Dinamarca. Beorn, germà del rei Svend II de Dinamarca es va declarar "fill d'Eduard", refiant que amb aquesta submissió els danesos obtindrien el suport militar d'Anglaterra. Eduard, tement una invasió noruega, va preparar la flota a Sandwich els anys 1045 i 1046. Quan el perill va passar, entre 1050 i 1051, Eduard va fer fora els catorze vaixells que Hardecanut havia llogat per augmentar la defensa dels seus dominis i va anul·lar la taxa que s'havia establert per a la construcció d'altres.

## La crisi del 1051
Els monjos de Canterbury van escollir el 1051 un parent del sogre d'Eduard, Godwin, com a candidat per ser el nou arquebisbe. El rei, en lloc de ratificar la decisió va nomenar Robert de Jumièges. Poc després Eduard va rebre la visita del seu cunyat, Eustaqui II de Boulogne, i els seus acompanyants van causar aldarulls a Dover. Eduard va nomenar Gowin comte de Kent i li va encomanar que pacifiqués Dover però en lloc d'això es va unir als revoltats. L'arquebisbe Robert va acusar Godwin de complotar per matar el rei, just com havia fet amb el seu germà Alfred l'any 1036. Els comtes Leofric de Mèrcia i Siward de Northúmbria es van posar de banda del rei i van cridar els seus vassalls. Els fills de Godwin, Sweyn i Harold també van aplegar els seus vassalls, però cap bàndol volia guerra i sembla que finalment el conflicte es va resoldre enviant un fill de Sweyn, com a ostatge, a Normandia. Godwin, en quedar-se sense suports, es va exiliar a Flandes i Eduard va aprofitar per trencar el seu matrimoni de conveniència. Edit va ingressar en un monestir.
Sweyn va anar de pelegrí a Jerusalem i va morir en el viatge de retorn; però Godwin i els seus altres fills van preparar un exèrcit per atacar Anglaterra. Eduard es va veure forçat a retornar els títols a Godwin per evitar la guerra i va fer tornar la seva dona. Robert, que havia començat a tramitar l'anul·lació matrimonial, fou destituït i al seu lloc d'arquebisbe es va nomenar Stigand.

## Problemes amb Gal·les i Escòcia
Malcom Canmore es va exiliar d'Escòcia quan el seu pare Duncan I va morir assassinat i llavors va demanar asil a la cort d'Eduard. El 1054 Eduard va encomanar Siward una invasió d'Escòcia. Va derrotar Macbeth, l'assassí de Duncan, i Malcolm, que també formava part de l'expedició, va aconseguir el control del sud d'Escòcia. Vers el 1058 Malcolm va matar Macbeth en una batalla i va recuperar el tron. El 1059 semblava que tenia bona relació amb Eduard, al qual va anar a visitar, però el 1061 Malcom va començar a ocupar la resta de Northúmbria amb intenció d'afegir aquests territoris als seus.
El 1053 Eduard va manar que matessin el príncep gal·lès Rhys ap Rhydderch en represàlia pels atacs que havia fet sobre la població anglesa. El 1055 Gruffydd ap Llywelyn, germà de l'anterior, es va proclamar governant de Gal·les i es va aliar amb Ælfgar de Mèrcia, que estava acusat de traïció. Junts van derrotar les tropes del comte Ralph el Tímid, cosí del rei Eduard. El comte Harold va haver d'aplegar un exèrcit amb gent de tota Anglaterra per fer recular els invasors i constrènyer-los a Gal·les. Es va acordar la pau mitjançant un perdó a Ælfgar, que va obtenir el títol de comte a la mort del seu pare el 1057. Gruffydd va jurar fidelitat a Eduard. Ælfgar sembla que va morir el 1062 i el seu fill, menor d'edat, el va succeir en el comtat de Mèrcia, però Harold va fer un atac sorpresa que va aconseguir que els prínceps gal·lesos se sotmetessin a vassallatge. L'any següent els mateixos gal·lesos van matar Gruffydd.
A l'octubre del 1065 el germà de Harold, Tostig, que era comte de Northúmbria, estava de cacera amb el rei Eduard quan els nobles de la regió (thegns) es van rebel·lar contra el seu govern, que deien era opressiu. Els revoltats van matar uns 200 responsables i van nomenar Morcar, germà d'Edwin de Mèrcia, en substitució de Tostig. Els revoltats avançaven cap al sud quan es van trobar amb Harold a Northampton, que sembla que se'ls va unir. Tostig va acusar Harold davant el rei de conspiració, però Eduard no comptava amb prou suport per anar en contra dels rebels i es va veure forçat a acceptar que fessin fora Tostig. Això va ser una humiliació pel monarca que va afectar greument la seva salut i el va precipitar cap a la mort.

## Mort i successió
Eduard i la seva esposa no van tenir fills, ja que els dos eren molt religiosos i, de comú acord, van decidir de mantenir la seva castedat. Va triar com a successor al fill d'Edmund II Ironside, Eduard, que havia viscut la major part de la seva vida en l'exili. Però aquest va morir estranyament dos dies després de retornar a Anglaterra.
Eduard el Confessor va morir el 1066 i va ser sebollit a l'Abadia de Westminster, que ell mateix havia ordenat construir.
El seu cosí Guillem, duc de Normandia va declarar-se'n successor, en virtut d'una promesa que li hauria fet Eduard. Els nobles anglesos reunits en assemblea (witenagemot) el 5 de gener del 1066 van elegir com a successor Harold Godwinson, fill de Godwin de Wessex i, per tant, cunyat del rei. Guillem va envair Anglaterra amb 7.000 homes i va derrotar Harold a la batalla de Hastings, on el rei saxó va morir: aquest fet posà fi a la dinastia anglosaxona i n'inaugurà la normanda.
- Enterrament d'Eduard, al Tapís de Bayeux, s. XII
- Tomba d'Eduard a l'Abadia de Westminster

Durant el regnat d'Eduard es van introduir a Anglaterra l'ús del segell reial i de les insígnies reials a la coronació. La seva corona es va conservar fins al 1649, quan Oliver Cromwell va manar destruir-la. Es diu que l'or de la corona es va fer servir per a la Corona de Sant Eduard, usada a les coronacions dels reis britànics des de Carles II d'Anglaterra, el 1661.

## Veneració

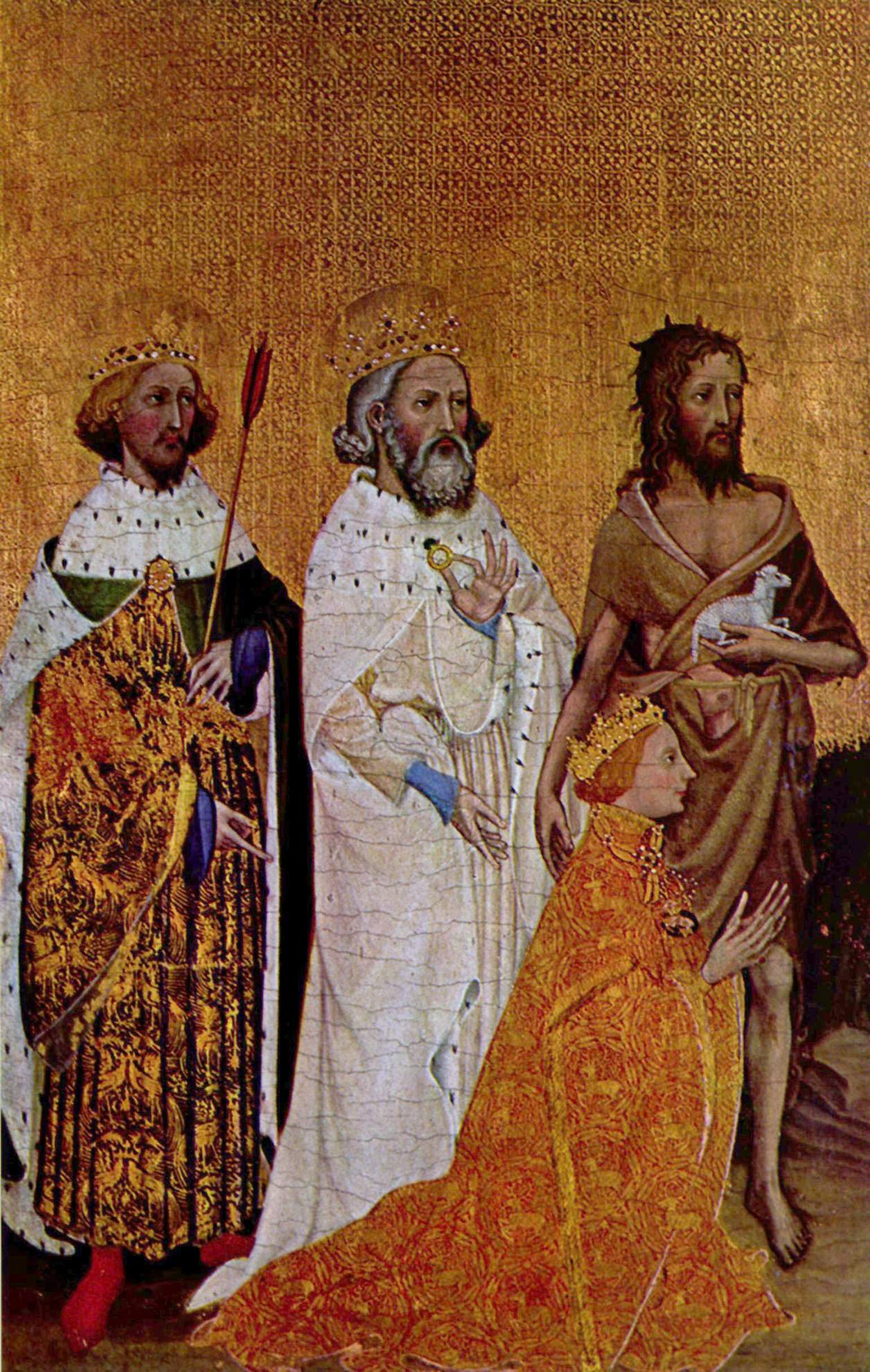
Taula del díptic Wilton, 1395, amb els sants, d'esquerra a dreta: Eduard el Confessor, Edmund el Màrtir i Joan Baptista (Londres, National Gallery).

Rei de gran religiositat, havia afavorit l'Església i havia fundat l'abadia de Westminster. Enric II d'Anglaterra va promoure el seu culte des del 1154. Osbert de Clare, monjo de Westminster, en va escriure una vida on el presentava com a sant i n'explicava alguns miracles. Osbert marxà a Roma per a aconseguir l'aprovació del culte al rei i, finalment, el papa Alexandre III el canonitzà en 1161.
En 1163, les seves restes van ser traslladades a l'abadia. Atès que l'Església diferencia entre sants màrtirs, que han mort violentament per la seva fe, i sants confessors, aquells que han mort per causes naturals, i Eduard no han patit martiri, va ser designat com a el Confessor per a diferenciar-lo de sant Eduard el Màrtir, avantpassat seu.
La seva festivitat se celebra el 13 d'octubre. És el patró dels reis, els matrimonis difícils i de les esposes separades. A Anglaterra va ser considerat el sant patró del regne fins que en 1348 va ser substituït per Sant Jordi. Sant Eduard continua essent el "sant patró de la família reial".